# Gymnocanthus tricuspis
Gymnocanthus tricuspis is een  straalvinnige vissensoort uit de familie van donderpadden (Cottidae). De wetenschappelijke naam van de soort is voor het eerst geldig gepubliceerd in 1830 door Reinhardt.